# Edinger Ancker

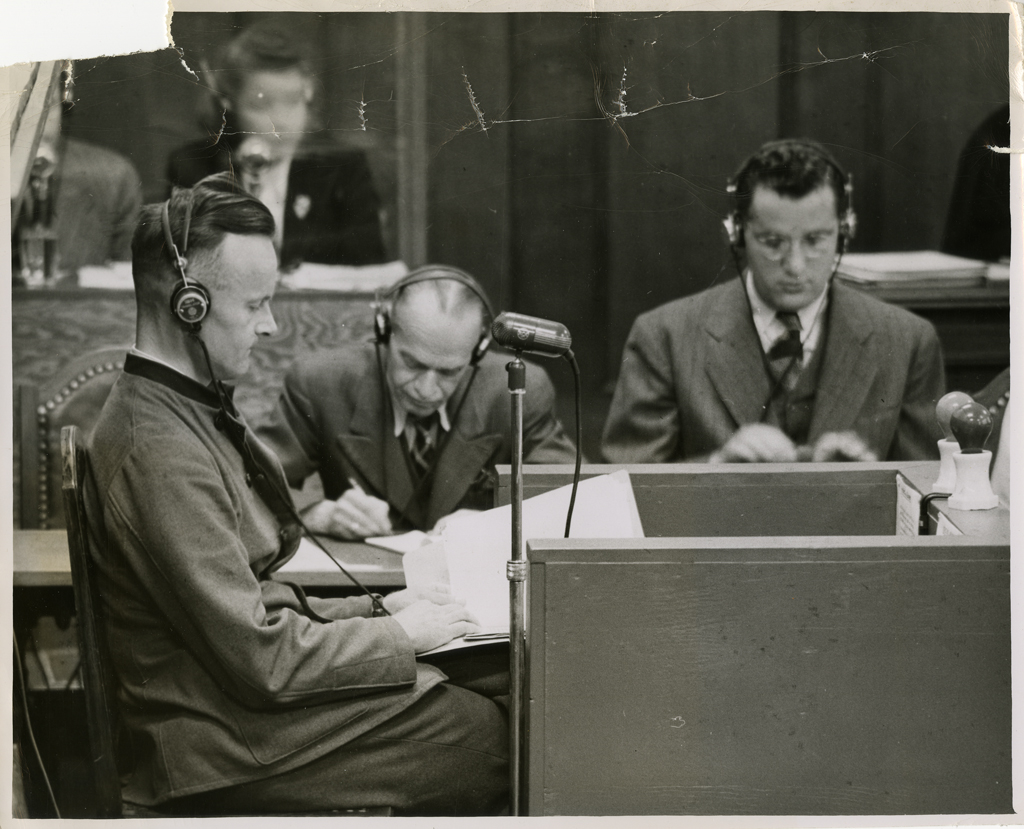
Edinger Ancker während seiner Zeugenaussage im Nürnberger Juristenprozess am 29. April 1947

Edinger Ancker (* 22. Februar 1909 in Kiel; † 23. Juli 1986 in München) war ein deutscher Jurist und SS-Führer.

## Frühe Jahre
Ancker war der Sohn eines Fabrikbesitzers. Er besuchte Gymnasien in Kiel und Hamburg und legte 1928 das Abitur ab. Danach absolvierte er ein Studium der Rechtswissenschaften an den Universitäten Hamburg, Wien und Berlin, das er 1933 mit der ersten juristischen Staatsprüfung beendete. Nach dem Gerichtsrefendariat trat er als Regierungsreferendar in den Staatsdienst ein und war bei der Regierung in Schleswig beschäftigt. Nach dem Bestehen der zweiten juristischen Staatsprüfung schlug er Ende 1936 die höhere Verwaltungslaufbahn ein und war Regierungsassessor am Landratsamt Altenkirchen und ab Frühjahr 1938 Referent für Landwirtschaftsfragen beim Oberpräsidium der Mark Brandenburg. Von Januar bis Dezember 1939 war er als Hilfsreferent in der Personalabteilung des Reichsministeriums des Inneren beschäftigt.
Der NSDAP war er bereits zum 5. Dezember 1930 beigetreten (Mitgliedsnummer 430.258). Von 1931 bis 1933 war er Mitglied der SA, von der er anschließend zur SS wechselte (SS-Nr. 139.336). Bei der SS erreichte er 1943 den Rang eines Obersturmbannführers. Des Weiteren gehörte er der NSV und zeitweise dem NSDStB sowie dem NS-Juristenbund an.

## Zweiter Weltkrieg
Nach Beginn des Zweiten Weltkrieges war er von Dezember 1939 bis Mai 1940 als Feldwebel bei der Wehrmacht. Nach dem Westfeldzug war er von Juni 1940 bis Dezember 1941 Personal- und Finanzreferent beim Reichskommissar für die besetzten Niederlande Arthur Seyß-Inquart eingesetzt. Ancker heiratete 1941 die Tochter von Cornelis Christians Walraven, dem Polizeipräsidenten von Den Haag und ab 1943 von Arnheim, Eleonora. Das Paar bekam drei Kinder. Die Heirat mit der Holländerin wurde durch Reichsführer-SS Heinrich Himmler persönlich genehmigt.

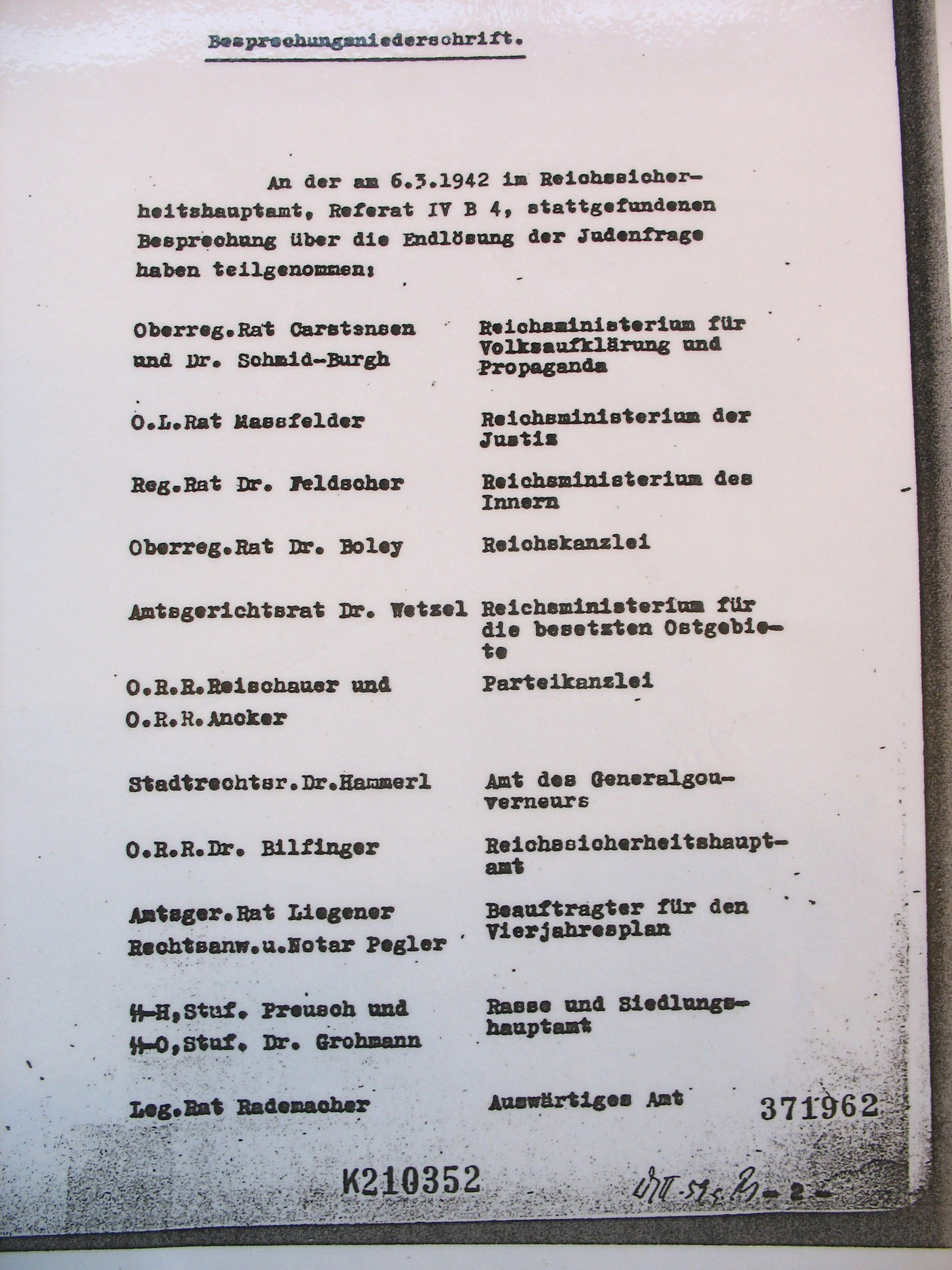
Ancker als Teilnehmer der Besprechung am 6. März 1942

Anfang Januar 1942 wechselte er in die Martin Bormann unterstehende Partei-Kanzlei nach München, wo er mit seiner Familie in der Siedlung Sonnenwinkel Wohnsitz nahm. In der Abteilung III (Staatliche Angelegenheiten) der Partei-Kanzlei folgte er Gerhard Klopfer als Amtschef der Abteilung IIIA (Arbeitsbereich des Reichsinnenministeriums) mit den Arbeitsgebieten Verwaltung, Volkstum, Volksgesundheit, Rassefragen, Kommunalangelegenheiten und Polizeiangelegenheiten nach. Ancker wirkte an antijüdischen Maßnahmen mit. So nahm er als Vertreter der Partei-Kanzlei am 6. März 1942 gemeinsam mit Herbert Reischauer an der Folgekonferenz der Wannseekonferenz zur „Endlösung der Judenfrage“ im Eichmann-Referat teil und sprach sich dort dafür aus, „die Mischlinge nicht auf Dauer am Leben zu erhalten“. Zunächst Oberregierungsrat, wurde er bis zum Ministerialrat befördert.
Von Mai 1944 bis zum Oktober 1944 leistete Ancker bei der 5. SS-Panzer-Division „Wiking“ Kriegsdienst. Aufgrund einer Kriegsverletzung war er anschließend „zwischen Berlin, München und den Alpengauen als Verbindungsoffizier zum persönlichen Stab des Reichsführers SS eingesetzt“.

## Nach Kriegsende
Nach Kriegsende befand sich Ancker ab dem 25. Mai 1945 zunächst in Kriegsgefangenschaft und dann bis Februar 1946 in alliierter Internierung. Danach war er eigenen Angaben zufolge als Landarbeiter beschäftigt. Während der Nürnberger Prozesse war er von März bis Mai 1947 im Zeugenhaus untergebracht und wurde von Robert Kempner verhört. Seine Mitwirkung an Maßnahmen zur NS-Judenverfolgung, wie beispielsweise seine Forderung, die Verordnung zur Beschlagnahme jüdischen Eigentums zu verschärfen, konnte er sich im Nachhinein nicht erklären. Die Teilnahme an der Folgekonferenz der Wannseekonferenz räumte er letztlich ein, gab jedoch an, sich nicht an Einzelheiten erinnern zu können. Aufgrund seiner untergeordneten Stellung wurde er nicht weiter verfolgt und sagte schließlich als Zeuge im Juristenprozess aus. In Schleswig-Holstein wurde er 1948 nach einem Spruchkammerverfahren entnazifiziert. Später lebte er in München und wurde als Anwalt tätig. Ein gegen ihn eingeleitetes Ermittlungsverfahren wurde schließlich eingestellt.